# Cuadrangulares de ascenso de Colombia de 2015
Los cuadrangulares de ascenso de 2015 de Colombia (oficialmente y por motivos de patrocinio, Cuadrangulares ascenso Liga Águila 2015) fue un torneo especial que definió el ascenso de dos equipos de la Categoría Primera B a la Categoría Primera A que completaron el cupo de equipos de la primera división colombiana tras el aumento de dieciocho a veinte equipos en dicho torneo. El torneo contó con ocho equipos divididos en dos cuadrangulares y se disputó en el mes de enero de 2015.

## Antecedentes
En el año 2001 con motivo de aumentar la Categoría Primera A de 16 a 18 equipos se disputó un triangular de promoción con el objeto de dar dos cupos de ascenso a los dos socios Dimayor "Clase A" que se encontraban en la Primera B y el descendido de la temporada 2001, el cual se jugó en tres jornadas en diciembre de 2001 en Cartagena, dejando como ascendidos a Unión Magdalena y Atlético Bucaramanga, mientras Cúcuta Deportivo se quedó en la segunda división.

## Reglamento
En el campeonato participaron ocho equipos seleccionados y denominados por la División Mayor del Fútbol Colombiano como Equipos Tradicionales por su condición de «Socios de la Dimayor Clase A» en la Categoría Primera B, los cuales fueron divididos en dos cuadrangulares y entraron en disputa por uno de los cupos en la Categoría Primera A a partir del año 2015.
En cada uno de los grupos se jugaron tres jornadas, es decir, cada equipo disputó tres partidos en la ciudad de Bogotá, ya sea en el estadio Nemesio Camacho El Campín o en el estadio Metropolitano de Techo. Los dos equipos que al finalizar las tres jornadas terminaron como líderes de sus respectivos grupos, obtuvieron el ascenso a la primera división colombiana, con lo que se aumentó el número de equipos participantes, de dieciocho a veinte, en la Primera A.
Los aspectos por los que se llevarían a cabo el desempate en caso de que dos equipos tengan el mismo puntaje son los siguientes:
1. Mayor diferencia de goles.
2. Mayor número de goles a favor.
3. Resultado del partido que disputaron los dos clubes empatados.
4. Posición en la reclasificación del torneo Finalización de la Primera B 2014.

## Equipos participantes
| Equipos participantes | Equipos participantes |
| --------------------- | --------------------- |
| América de Cali       | Deportes Quindío      |
| Atlético Bucaramanga  | Deportivo Pereira     |
| Cortuluá              | Real Cartagena        |
| Cúcuta Deportivo      | Unión Magdalena       |

### Datos de los clubes
| Equipo               | Entrenador            | Departamento       | Ciudad      | Fundación | Posición 2014 |
| -------------------- | --------------------- | ------------------ | ----------- | --------- | ------------- |
| América de Cali      | Luis Augusto García   | Valle del Cauca    | Cali        | 1927      | 5             |
| Atlético Bucaramanga | José Manuel Rodríguez | Santander          | Bucaramanga | 1949      | 3             |
| Cortuluá             | Jaime de la Pava      | Valle del Cauca    | Tuluá       | 1967      | 13            |
| Cúcuta Deportivo     | José Alberto Suárez   | Norte de Santander | Cúcuta      | 1924      | 6             |
| Deportes Quindío     | Miguel Augusto Prince | Quindío            | Armenia     | 1951      | 2             |
| Deportivo Pereira    | Hernán Alberto Lisi   | Risaralda          | Pereira     | 1944      | 10            |
| Real Cartagena       | Juan Eugenio Jiménez  | Bolívar            | Cartagena   | 1971      | 9             |
| Unión Magdalena      | Fernando Velasco      | Magdalena          | Santa Marta | 1953      | 7             |

### Cambio de entrenadores
| Club              | Entrenador saliente | Fecha de salida         | Reemplazado por     | Fecha de llegada        |
| ----------------- | ------------------- | ----------------------- | ------------------- | ----------------------- |
| Cortuluá          | Néstor Rodríguez    | 27 de octubre de 2014   | Jaime de la Pava    | 8 de noviembre de 2014  |
| Deportivo Pereira | José Fernando Santa | 23 de diciembre de 2014 | Hernán Alberto Lisi | 26 de diciembre de 2014 |

### Estadios
| Bogotá                            | Bogotá                         |
| --------------------------------- | ------------------------------ |
| Estadio Nemesio Camacho El Campín | Estadio Metropolitano de Techo |
| Capacidad: 36.343 espectadores    | Capacidad: 10.000 espectadores |
|                                   |                                |

## Desarrollo del torneo
- La hora de cada encuentro corresponde al huso horario que rige a Colombia (UTC-5).

El día 19 de diciembre de 2014 se llevó a cabo un evento organizado por la Dimayor en el cual se presentó la nueva imagen de los torneos de fútbol colombiano a partir del año 2015 en conjunto con el nuevo patrocinador, Bavaria S.A. —por medio de su marca Cerveza Águila—. En dicho evento, igualmente se realizó el sorteo de los participantes de los dos grupos del torneo y se hizo público el calendario de cada partido.
|  |                                                     |
|  | Ascendidos a la Categoría Primera A 2015.           |
|  | Eliminados. Disputarán la Categoría Primera B 2015. |

### Cuadrangular A

#### Participantes
| Santander            | Norte de Santander | Quindío          | Bolívar        |
| Atlético Bucaramanga | Cúcuta Deportivo   | Deportes Quindío | Real Cartagena |
| -------------------- | ------------------ | ---------------- | -------------- |

#### Clasificación
| \| Pos. \| Equipos \| PJ \| PG \| PE \| PP \| GF \| GC \| Dif. \| Pts. \| \| ---- \| -------------------- \| -- \| -- \| -- \| -- \| -- \| -- \| ---- \| ---- \| \| 1. \| Cúcuta Deportivo \| 3 \| 2 \| 1 \| 0 \| 8 \| 3 \| 5 \| 7 \| \| 2. \| Deportes Quindío \| 3 \| 2 \| 1 \| 0 \| 6 \| 4 \| 2 \| 7 \| \| 3. \| Atlético Bucaramanga \| 2 \| 0 \| 0 \| 2 \| 0 \| 3 \| -3 \| 0 \| \| 4. \| Real Cartagena \| 2 \| 0 \| 0 \| 2 \| 1 \| 5 \| -4 \| 0 \| |                      |    |    |    |    |    |    |      |      |
| Pos. | Equipos              | PJ | PG | PE | PP | GF | GC | Dif. | Pts. |
| 1. | Cúcuta Deportivo     | 3  | 2  | 1  | 0  | 8  | 3  | 5    | 7    |
| 2. | Deportes Quindío     | 3  | 2  | 1  | 0  | 6  | 4  | 2    | 7    |
| 3. | Atlético Bucaramanga | 2  | 0  | 0  | 2  | 0  | 3  | -3   | 0    |
| 4. | Real Cartagena       | 2  | 0  | 0  | 2  | 1  | 5  | -4   | 0    |

#### Resultados
| 14 de enero de 2015, 16:00 | Quindío      | 1:0 (0:0) | Bucaramanga | Estadio Metropolitano de Techo, Bogotá |                            |
|                            | Castillo 86' | Reporte   |             | Árbitro(s): Harold Perilla             | Árbitro(s): Harold Perilla |

| 14 de enero de 2015, 20:00 | Cúcuta                                 | 3:0 (1:0) | Real Cartagena | Estadio Metropolitano de Techo, Bogotá |                           |
|                            | Bedoya 16' · Lloreda 47' · Jiménez 75' | Reporte   |                | Árbitro(s): Wilmar Roldán              | Árbitro(s): Wilmar Roldán |

| 17 de enero de 2015, 15:30 | Real Cartagena      | 1:2 (0:0) | Quindío                       | Estadio Metropolitano de Techo, Bogotá |                         |
|                            | Barreiro 90' (a.g.) | Reporte   | Mosquera 49' · Carpintero 78' | Árbitro(s): Óscar Gómez                | Árbitro(s): Óscar Gómez |

| 17 de enero de 2015, 20:00 | Bucaramanga | 0:2 (0:1) | Cúcuta                  | Estadio Metropolitano de Techo, Bogotá |                           |
|                            |             | Reporte   | Jiménez 41' · Marín 79' | Árbitro(s): Nicolás Gallo              | Árbitro(s): Nicolás Gallo |

| 21 de enero de 2014 | Real Cartagena | Cancelado | Bucaramanga |  |  |
| El partido estaba programado para jugarse el 21 de enero, pero, en vista de que ambos equipos estaban ya eliminados, Dimayor canceló el partido. |                |           |             |  |  |

| 20 de enero de 2015, 19:45 | Cúcuta                    | 3:3 (1:2) | Quindío                               | Estadio Metropolitano de Techo, Bogotá |                            |
|                            | Lazaga 22' 67' · Sosa 79' | Reporte   | Galeano 35' (pen.) · Barreiro 43' 87' | Árbitro(s): Ulises Arrieta             | Árbitro(s): Ulises Arrieta |

### Cuadrangular B

#### Participantes
| Valle del Cauca | Valle del Cauca | Risaralda         | Magdalena       |
| América de Cali | Cortuluá        | Deportivo Pereira | Unión Magdalena |
| --------------- | --------------- | ----------------- | --------------- |

#### Clasificación
| Pos. | Equipos           | PJ | PG | PE | PP | GF | GC | Dif. | Pts. |
| ---- | ----------------- | -- | -- | -- | -- | -- | -- | ---- | ---- |
| 1.   | Cortuluá          | 3  | 1  | 2  | 0  | 4  | 2  | 2    | 5    |
| 2.   | Unión Magdalena   | 3  | 1  | 2  | 0  | 1  | 0  | 1    | 5    |
| 3.   | América de Cali   | 3  | 0  | 2  | 1  | 2  | 3  | -1   | 2    |
| 4.   | Deportivo Pereira | 3  | 0  | 2  | 1  | 2  | 4  | -2   | 2    |

#### Resultados
| 15 de enero de 2015, 16:00 | Pereira | 0:0 (0:0) | Unión Magdalena | Estadio Nemesio Camacho El Campín, Bogotá |                             |
|                            |         | Reporte   |                 | Árbitro(s): Gustavo Murillo               | Árbitro(s): Gustavo Murillo |

| 15 de enero de 2015, 20:15 | América de Cali | 1:1 (0:0) | Cortuluá    | Estadio Nemesio Camacho El Campín, Bogotá |                          |
|                            | Mercado 51'     | Reporte   | Córdoba 58' | Árbitro(s): Ímer Machado                  | Árbitro(s): Ímer Machado |

| 18 de enero de 2015, 15:30 | Unión Magdalena | 1:0 (0:0) | América de Cali | Estadio Nemesio Camacho El Campín, Bogotá |                              |
|                            | Salazar 74'     | Reporte   |                 | Árbitro(s): Wilson Lamouroux              | Árbitro(s): Wilson Lamouroux |

| 18 de enero de 2015, 19:30 | Cortuluá         | 3:1 (3:0) | Pereira     | Estadio Nemesio Camacho El Campín, Bogotá |                              |
|                            | Ortíz 8' 27' 40' | Reporte   | Giménez 80' | Árbitro(s): Gustavo González              | Árbitro(s): Gustavo González |

| 21 de enero de 2015, 16:00 | Pereira     | 1:1 (0:0) | América de Cali | Estadio Nemesio Camacho El Campín, Bogotá |                           |
|                            | Giménez 85' | Reporte   | Lasso 66'       | Árbitro(s): Leevan Suárez                 | Árbitro(s): Leevan Suárez |

| 21 de enero de 2015, 19:45 | Unión Magdalena | 0:0 (0:0) | Cortuluá | Estadio Nemesio Camacho El Campín, Bogotá |                           |
|                            |                 | Reporte   |          | Árbitro(s): Wilmar Roldán                 | Árbitro(s): Wilmar Roldán |

## Ganadores
| Norte de Santander                                                    | Valle del Cauca                                               |
| Ganador Cuadrangular A Cúcuta Deportivo Ascendido a la Primera A 2015 | Ganador Cuadrangular B Cortuluá Ascendido a la Primera A 2015 |
| --------------------------------------------------------------------- | ------------------------------------------------------------- |